# Palazzo Ansermin
Palazzo Ansermin (pron. fr. AFI: [ɑ̃sɛʁmɛ̃]; in francese Palais Ansermin) è un edificio che si trova nel centro di Aosta.

## Storia
La data di costruzione di questo palazzo è incerta. La sua presenza è accertata nel 1730, anno in cui Jean-Baptiste de Tillier lo rappresenta graficamente nella sua “Plan de la citté d’Aoste, de ses faux-bourgs et de leurs environs, dans leur estat présent. MDCCXXX”. L'edificio è inoltre presente nella mappa del 1853 a cura di Édouard Aubert.
Secondo lo storico Alessandro Liviero, nella sua relazione e ricerca storica dal titolo Histoire du Palais des barons de Nus, effettuata nel corso dell’anno 2005, l’inizio della costruzione sarebbe iniziata nel corso dell’anno 1688 e avente come committente François-René di Nus. Quasi certamente, il palazzo attuale è costituito dall'unione di più strutture di epoca precedente. 
Delle due facciate, risulta completata solamente quella che affaccia su piazza Plouves. Per quanto riguarda quella sulla via Porta Pretoria, invece, alcune fonti suggeriscono che lo stato di semiabbandono sia dovuto all'esaurimento delle disponibilità economiche di François-René di Nus, che fu così costretto a lasciare incompiuto il lavoro.
A inizio '800, la proprietà passò alla famiglia Ansermin, originaria della Valpelline e allora proprietaria delle miniere di Ollomont.
Negli ultimi decenni, la facciata meridionale del palazzo è stato oggetto di restauri conservativi e ha coinvolto non soltanto le superfici ma ha potuto indagare le strutture murarie, individuando le fasi di accorpamento degli edifici preesistenti con nuovi corpi che hanno ridisegnato i volumi del palazzo seicentesco. Gli intonaci originali sono stati oggetto di un intervento di restauro conservativo, conivolgendo anche le decorazioni in stucco sull’ingresso principale, uno stemma bipartito sorretto da grifoni alati, e i brani superstiti dipinti ad affresco sugli avancorpi laterali. 
Oggi lo stabile risulta porzionato e ospita attività commerciali, un bar e diversi appartamenti privati.

## Affreschi
All'interno di uno degli appartamenti privati è presente una splendida volta affrescata risalente al '600. Questi affreschi furono visti già dal canonico Dominique Noussan all'inizio del Novecento. Vi si riconoscono alcuni episodi della storia di Enea e Giunone, di Venere e Adone, del Ratto di Europa, oltre che vasi di fiori di grande eleganza.